# Matsushita Mitsuo
Matsushita Mitsuo (japanisch 松下満雄 Matsushita Mitsuo; * 1933) ist ein japanischer Jurist, Hochschullehrer und ehemaliges Mitglied des Appellate Bodys der Welthandelsorganisation (WTO).

## Leben
Seine universitäre Laufbahn begann er an der St. Paul’s University, wo er mit einem Bachelor of Arts abschloss. Es folgte 1962 ein Ph.D. von der Universität Tulane in den Vereinigten Staaten und 1968 ein Doctor Iuris von der Universität Tokio.
Er wurde 1968 Professor für Rechtswissenschaften an der Sophia University, was er bis 1983 blieb. Im Jahr darauf wurde er dann Professor an der Universität Tokio. Gastprofessor war er an der Universität Harvard von 1977 bis 1978, an der Columbia von 1987 bis 1988 und an der University of Michigan 1990 und 1992, sowie dem College of Europe im belgischen Brügge. Er war dann auch Gastprofessor an der Monash University in Australien.
Matsushita ist seit 1994 emeritierter Professor der Universität Tokio. Jedoch wurde er dann Professor für Rechtswissenschaften an der Seikei University. Im Jahr 2010 emeritierte er auch von dieser Position.
Er gilt als einer der bekanntesten und geachteten japanischen Autoren im internationalen Handelsrecht. Er publiziert neben Beiträgen zum internationalen Handelsrecht auch zum japanischen Handelsrecht und zu anderen nationalen Handelsrechten, meistens jedoch aus einem internationalen Blickpunkt.
Neben seiner Karriere als Akademiker war er Mitglied zahlreicher Gremien des japanischen Finanzministeriums und des japanischen Ministeriums für Wirtschaft und Handel. Diese Gremien setzten sich mit den Bereichen Telekommunikation (Telecommunications and Post Council), Zöllen (Customs and Tariffs Council) und Außenwirtschaft auseinander.
Er dient als ein Mitglied des Büros des Ombudsman of Trade and Investment, einem Teil der japanischen Regierung, welches sich mit Fragen des Marktzugangs beschäftigt.
Er wurde nach Unterzeichnung des Marrakesch-Abkommens zu einem der ersten Mitglieder des Appellate Body gewählt zu einer vierjährigen Amtszeit von 1995 bis 1999. Daraufhin wurde er wiedergewählt, sein Amt übte er dann bis zum Jahr 2000 aus.
1996 wurde er Mitglied der Dai-Ichi Tokyo Bar Association. Er ist Mitglied der internationalen Kanzlei Nagashima, Ohno & Tsunematsu und Vorsitzender des japanischen Instituts für internationales Wirtschaftsrecht. Weiterhin ist er ein Mitglied der Japan Tariffs Association und des Center for International Economic Collaboration.

## Publikationen (Auswahl)
- mit Thomas J. Schoenbaum und Petros C. Mavroidis, The World Trade Organization, Oxford Academic, 2017.
- International trade and competition law in Japan, Oxford University Press, 1993.
- mit Thomas J. Scheonbaum, Japanese international trade and investment law, University of Tokyo Press, 1989.
- Outline of Economic Law, University of Tokyo Press, 1986.

### Artikel
- Artikel bei Researchgate.net.